# ليحفظ الله القيصر

شعار الإمبراطورية الروسية

ليحفظ الله القيصر كان النشيد الوطني للإمبراطورية الروسية منذ عام 1833 حتى الثورة البلشفية عام 1917، أختير النشيد بعد عقد مسابقة أقيمت في سنة 1833. كتب كلمات النشيد الشاعر فاسيلي أندريفيتش شوكوفسكي وألف اللحن أليكسي فجودوروفيتش لفوف. استخدم هذا اللحن في افتتاحية 1812 الملحن الروسي بيتر إليتش تشايكوفسكي. يُصنف النشيد على أنه من الأناشيد القومية التي بها «ابتهال إلى الله لإطالة عمر الملوك ونصرهم على أعدائهم».
يورد ميخائيل نعيمة بكتاب «سبعون: حكاية عمر» النص التالي ترجمة لمطلع النشيد:
يا ربّنا احفظ القيصر، قوياً مطلق السلطان. ألا احكم لمجدنا، واحكم رعباً لأعدائنا، أيها القيصر الأرثوذكسي. يا ربّنا احفظ القيصر!

## النص بالروسية ومقابله بالعربية
| الكلمات بالروسية | الترجمة إلى العربية |
| --- | --- |
| Боже, Царя храни! Сильный, державный, Царствуй на славу, на славу нам! Царствуй на страх врагам, Царь православный! Боже, Царя храни! | يا ربّنا، احفظ القيصر! قوياً، مطلق السلطان. ألا احكم لمجدنا! واحكم رعباً لأعدائنا، أيها القيصر الأرثوذكسي! يا ربّنا، احفظ القيصر! |